# Organizacja plutonu pieszego żandarmerii w 1939
Organizacja plutonu pieszego żandarmerii w 1939 – etat pododdziału żandarmerii Wojska Polskiego II RP w 1939 roku.
Pluton był podstawową jednostką taktyczną żandarmerii Wojska Polskiego w kampanii wrześniowej. Plutony piesze nie występowały w organizacji pokojowej wojska. Były pododdziałami formowanymi w wypadku wojny według założeń planu mobilizacyjnego „W”.
W 1937 planowano zmobilizować:
- Oddział Ochronny Kwatery Głównej Naczelnego Wodza (2 plutony żandarmerii + pluton Policji),
- Szwadron Ochronny Ministerstwa Spraw Wojskowych,
- Zamkowy Pluton Żandarmerii,
- 80 plutonów pieszych żandarmerii,
- 23 plutony konne żandarmerii (11 plutonów dla brygad kawalerii + 12 plutonów dla armii),
- 32 plutony krajowe żandarmerii dla okręgów korpusów,
- Ośrodek Zapasowy Żandarmerii "Staszów".

Plutony piesze żandarmerii przeznaczone były dla:
- 30 czynnych dywizji piechoty (plutony nr 1-30),
- Obszaru Warownego "Wilno" (nr 31) → 35 DP (rez.),
- Obszaru Warownego "Śląsk" (nr 32)
- 8 rezerwowych dywizji piechoty (nr 44, ?, 49, 50, 52, 55, 56, 66),
- Korpusu Interwencyjnego (nr 121),
- 6 armii (osiemnaście plutonów).

Pozostałe plutony stanowić miały odwód naczelnego dowódcy żandarmerii.
Piotr Zarzycki podając liczbę 80 plutonów pieszych, które planowano zmobilizować, wymienił tylko 78. Brak dwóch plutonów, w tym plutonu nr 107. Nie został sprecyzowany skład Oddziału Ochronnego KG NW i Szwadronu Ochronnego MSWojsk. Otwartym pozostaje pytanie, czy w skład tego pierwszego oddziału wchodziły dwa plutony piesze, czy też dwa plutony konne, ewentualnie jeden pluton pieszy i jeden konny. Zagadką jest nadal kwestia, czy do liczby 135 plutonów (80 pieszych, 23 konnych i 32 krajowych) należy dodać dwa plutony Oddziału Ochronnego KG NW, czy też te dwa plutony należy zaliczyć do grupy 135 plutonów.
79 plutonów pieszych żandarmerii mobilizowanych było przez 10 dywizjonów żandarmerii i wchodzące w ich skład plutony, natomiast pluton pieszy żandarmerii Nr 44 dla 33 DP (rez.) formowany był przez pluton żandarmerii Brygady KOP „Grodno”.
Czterdzieści dwa plutony mobilizowane były w alarmie (53,9%), w czterech grupach jednostek oznaczonych kolorami:
- czarne – jednostki przeznaczone w czasie pokoju do zadań specjalnej interwencji wewnątrz lub na zewnątrz państwa, a w czasie mobilizacji do wzmocnienia sił w strefie granicy zagrożonej
- czerwone – jednostki przeznaczone do osłony granicy wschodniej
- niebieskie – jednostki przeznaczone do osłony granicy zachodniej
- żółte – jednostki przeznaczone do wzmocnienia osłony obu granic

Trzydzieści sześć plutonów (46,1%) mobilizowanych było w I rzucie mobilizacji powszechnej, przy czym szesnaście plutonów miało osiągnąć gotowość bojową trzeciego dnia mobilizacji, kolejnych piętnaście plutonów – czwartego dnia, a pięć dalszych – piątego dnia. Do tej grupy plutonów należy dodać pluton pieszy żandarmerii Nr 107.
23 marca 1939 zarządzona została mobilizacja dziewięciu plutonów:
- pluton pieszy żandarmerii Nr 9 dla 9 DP,
- pluton pieszy żandarmerii Nr 20 dla 20 DP,
- pluton pieszy żandarmerii Nr 26 dla 26 DP,
- pluton pieszy żandarmerii Nr 30 dla 30 DP,
- pluton pieszy żandarmerii Nr 121 dla Korpusu Interwencyjnego,
- pluton pieszy żandarmerii Nr 138 dla Armii „Łódź”
- pluton pieszy żandarmerii Nr 139 dla Armii „Modlin”
- pluton pieszy żandarmerii Nr 9 dla Nowogródzkiej BK
- pluton krajowy żandarmerii „Siedlce”

15 maja 1939 weszło w życie nowe studium planu „W”, zgodnie z którym na bazie Obszaru Warownego „Wilno” mobilizowana była 35 Dywizja Piechoty (Rezerwowa). Ponadto przygotowane zostały elaboraty mobilizacyjne dla 38 Dywizji Piechoty (Rezerwowej).
| Tryb mobilizacji             | Numery plutonów pieszych żandarmerii                                                  | Razem plutonów |
| ---------------------------- | ------------------------------------------------------------------------------------- | -------------- |
| Mob. alarm., grupa czarna    | 26, 28, 121                                                                           | 3              |
| Mob. alarm., grupa czerwona  | 9, 12, 19, 27, 30, 139                                                                | 6              |
| Mob. alarm., grupa niebieska | 4, 7, 8, 16, 18, 23, 25, 32, 131, 132, 133, 134, 135                                  | 13             |
| Mob. alarm., grupa żółta     | 1, 6, 10, 13, 14, 15, 17, 20, 31, 44, 66, 101, 113, 114, 119, 123, 126, 129, 130, 138 | 20             |
| I rzut mob. pow., dzień 3    | 2, 5, 11, 21, 22, 24, 102, 103, 108, 109, 117, 122, 124, 127, 136, 140                | 16             |
| I rzut mob. pow., dzień 4    | 56, 104, 105, 106, 110, 111, 112, 115, 118, 125, 128, 137, 141, 142                   | 15             |
| I rzut mob. pow., dzień 5    | 50, 52, 55, 116, 120                                                                  | 5              |

Każdy z plutonów przydzielony do dywizji piechoty wydzielał ze swego składu trzy posterunki żandarmerii. Posterunki w składzie 5 żandarmów delegowane były do pułków piechoty i przy tych oddziałach pełniły służbę żandarmską. Pozostała część plutonu pełniła służbę ochronną w kwaterze głównej dywizji piechoty.
Organizacja plutonu pieszego żandarmerii przewidywała 51 żandarmów, w tym:
- 1 oficera – dowódcę plutonu,
- 31 podoficerów,
- 19 szeregowych.

Pluton posiadał 10 koni wierzchowych i dwa taborowe. Na jego wyposażeniu znajdował się jeden wóz taborowy i motocykl oraz dwa kotły do gotowania. Dowódca plutonu uzbrojony był w pistolet, a pozostali żołnierze w karabiny i karabinki (żandarmi konni). Ponadto pododdział posiadał 60 granatów ręcznych

## Plutony piesze żandarmerii w 1939 roku
| Nr plutonu | Dowódca                                 | Jednostka mobilizująca            | Tryb mob. | Przydział takt. lub operac.  |
| ---------- | --------------------------------------- | --------------------------------- | --------- | ---------------------------- |
| 1          | ppor. rez. żand. Adam Jan Felczyński    | Pluton Żandarmerii „Wilno”        | Żółta     | 1 DP Leg.                    |
| 2          | ?                                       | Pluton Żandarmerii „Kielce”       | I rzut    | 2 DP Leg.                    |
| 3          | ?                                       | Pluton Żandarmerii „Zamość”       | I rzut    | 3 DP Leg.                    |
| 4          | ppor. rez. żand. Herbert Wojciech Wruck | 8 Dywizjon Żandarmerii            | Niebieska | 4 DP                         |
| 5          | ppor. rez. żand. Kazimierz Oster        | 6 Dywizjon Żandarmerii            | I rzut    | 5 DP                         |
| 6          | ppor. rez. żand. Leon Czarkowski        | 5 Dywizjon Żandarmerii            | Żółta     | 6 DP                         |
| 7          | por. żand. Karski                       | Pluton Żandarmerii „Częstochowa”  | Niebieska | 7 DP                         |
| 8          | ppor. żand. Leon Schreiter              | Pluton Żandarmerii „Modlin”       | Niebieska | 8 DP                         |
| 9          | kpt. żand. Zygmunt Pracki               | pluton żandarmerii Siedlce        | Czerwona  | 9 DP                         |
| 10         | ppor. żand. Hieronim Wielądek           | 4 Dywizjon Żandarmerii            | Żółta     | 10 DP                        |
| 11         | kpt. żand. Franciszek Kugler            | Pluton Żandarmerii „Stanisławów”  | I rzut    | 11 DP                        |
| 12         | por. żand. Eugeniusz Zboromirski        | Pluton Żandarmerii „Tarnopol”     | Czerwona  | 12 DP                        |
| 13         | ppor. rez. żand. Tworek                 | Pluton Żandarmerii „Równe”        | Żółta     | 13 DP                        |
| 14         | ppor. rez. żand. Antoni Bryniarski      | 7 Dywizjon Żandarmerii            | Żółta     | 14 DP                        |
| 15         | kpt. żand. Karol Gabriel Waguła         | Pluton Żandarmerii „Bydgoszcz”    | Żółta     | 15 DP                        |
| 16         | ppor. żand. Marceli Cichowski           | Pluton Żandarmerii „Grudziądz”    | Niebieska | 16 DP                        |
| 17         | kpt. żand. Stanisław Fliszewski         | Pluton Żandarmerii „Gnizno”       | Żółta     | 17 DP                        |
| 18         | ?                                       | Pluton Żandarmerii „Łomża”        | Niebieska | 18 DP                        |
| 19         | por. żand. rez. Mieczysław Masłowski    | Pluton Żandarmerii „Lida”         | Czerwona  | 19 DP                        |
| 20         | ppor. rez. żand. Zygmunt Sutkowski      | Pluton Żandarmerii „Baranowicze”  | Żółta     | 20 DP                        |
| 21         | kpt. żand. Zenon Kazimierz Wysocki      | pluton żandarmerii Bielsko        | I rzut    | 21 DPG                       |
| 22         | ppor. rez. żand. Stefan Bednarek        | 10 Dywizjon Żandarmerii           | I rzut    | 22 DPG                       |
| 23         | por. żand. Karol Kaszycki               | Pluton Żandarmerii „Katowice”     | Niebieska | 23 DP                        |
| 24         | ppor. rez. żand. Tadeusz Dziurzyński    | Pluton Żandarmerii „Jarosław”     | I rzut    | 24 DP                        |
| 25         | ppor. rez. żand. Zbigniew Kempiński     | Pluton Żandarmerii „Kalisz”       | Niebieska | 25 DP                        |
| 26         | ppor. żand. Stanisław Kupczyński        | Pluton Żandarmerii „Skierniewice” | Czarna    | 26 DP                        |
| 27         | por. żand. Kawałkowski                  | Pluton Żandarmerii „Kowel”        | Czerwona  | 27 DP                        |
| 28         | ppor. rez. żand. Stanisław Gorzechowski | Pluton Żandarmerii „Dęblin”       | Czarna    | 28 DP                        |
| 29         | ppor. żand. Leonard Zub-Zdanowicz       | 3 Dywizjon Żandarmerii            | Żółta     | 29 DP                        |
| 30         | kpt. żand. Stanisław Miechurski         | 9 Dywizjon Żandarmerii            | Czerwona  | 30 DP                        |
| 31         | kpt. żand. Stanisław Dziurzyński        | Pluton Żandarmerii „Wilno”        | Żółta     | OWar. „Wilno” / 35 DP (rez.) |
| 32         | ?                                       | Pluton Żandarmerii „Katowice”     | Niebieska | Obszar Warowny „Śląsk”       |
| 44         | kpt. żand. Antoni Wiśniewski            | Pluton Żandarmerii KOP „Grodno”   | Żółta     | 33 DP (rez.)                 |
| 50         | ?                                       | 1 Dywizjon Żandarmerii            | I rzut    | 39 DP (rez.)                 |
| 52         | ?                                       | 1 Dywizjon Żandarmerii            | I rzut    | 41 DP (rez.)                 |
| 55         | por. żand. Antoni Bielawski             | 4 Dywizjon Żandarmerii            | I rzut    | 44 DP (rez.)                 |
| 56         | ppor. żand. Zygmunt Sławikowski         | 5 Dywizjon Żandarmerii            | I rzut    | 45 DP (rez.)                 |
| 66         |                                         | 5 Dywizjon Żandarmerii            | Żółta     | 55 DP (rez.)                 |
| 101        | ?                                       | 1 Dywizjon Żandarmerii            | Żółta     | KG Armia „Prusy”             |
| 102        | ?                                       | 1 Dywizjon Żandarmerii            | I rzut    | ?                            |
| 103        | ?                                       | 1 Dywizjon Żandarmerii            | I rzut    | ?                            |
| 104        | ?                                       | 1 Dywizjon Żandarmerii            | I rzut    | ?                            |
| 105        | ppor. żand. Malinowski                  | 1 Dywizjon Żandarmerii            | I rzut    | ? / 39 DP (rez.)             |
| 106        | ?                                       | 1 Dywizjon Żandarmerii            | I rzut    | ?                            |
| 107        | ?                                       | 1 Dywizjon Żandarmerii            | I rzut    | ?                            |
| 108        | ppor. żand. Jan Klajn                   | 2 Dywizjon Żandarmerii            | I rzut    | ?                            |
| 109        | ppor. żand. Szczęsny Brańczyk           | 2 Dywizjon Żandarmerii            | I rzut    | ?                            |
| 110        | ppor. żand. Władysław Kujawiak          | 2 Dywizjon Żandarmerii            | I rzut    | ?                            |
| 111        | kpt. żand. Henryk Nipowski              | 2 Dywizjon Żandarmerii            | I rzut    | ?                            |
| 112        | ?                                       | Pluton Żandarmerii „Kowel”        | I rzut    | ?                            |
| 113        | kpt. żand. Alojzy Sałaciński            | Pluton Żandarmerii „Równe”        | Żółta     | ?                            |
| 114        | ?                                       | 3 Dywizjon Żandarmerii            | Żółta     | KG SGO „Narew”               |
| 115        | por. żand. Mieczysław Karol Roj         | 3 Dywizjon Żandarmerii            | I rzut    | GO „Grodno”                  |
| 116        | ppor. rez. żand. Zapander               | 3 Dywizjon Żandarmerii            | I rzut    | ?                            |
| 117        | ?                                       | Pluton Żandarmerii „Lida”         | I rzut    | ?                            |
| 118        | ?                                       | Pluton Żandarmerii „Białystok”    | I rzut    | ?                            |
| 119        | por. żand. Wenanty Skonecki             | 4 Dywizjon Żandarmerii            | Żółta     | KG Armia „Łódź”              |
| 120        | por. żand. Marian Siwiec                | 4 Dywizjon Żandarmerii            | I rzucie  | ?                            |
| 121        | ppor. żand. Adam Kaczmarek              | Pluton Żandarmerii „Skierniewice” | Czarna    | Korpus Interwencyjny         |
| 122        | ?                                       | Pluton Żandarmerii „Częstochowa”  | I rzut    | ?                            |
| 123        | ?                                       | 5 Dywizjon Żandarmerii            | Żółta     | KG Armia „Kraków”            |
| 124        | ppor. rez. żand. Baran                  | 5 Dywizjon Żandarmerii            | I rzut    | ?                            |
| 125        | ?                                       | 5 Dywizjon Żandarmerii            | I rzut    | ?                            |
| 126        | por. rez. żand. N. Czarnecki            | 6 Dywizjon Żandarmerii            | Żółta     | KG GO „Bielsko”              |
| 127        | por. żand. Józef Wrześniowski           | 6 Dywizjon Żandarmerii            | I rzut    | ?                            |
| 128        | ppor. żand. Jan Zawiejski               | 6 Dywizjon Żandarmerii            | I rzut    | ?                            |
| 129        | ?                                       | 7 Dywizjon Żandarmerii            | Żółta     | ?                            |
| 130        | p.o. st. wachm. Kmieć                   | Pluton Żandarmerii „Gniezno”      | Żółta     | ?                            |
| 131        | ?                                       | 8 Dywizjon Żandarmerii            | Niebieska | ?                            |
| 132        | por. żand. Władysław Wierzbicki         | 8 Dywizjon Żandarmerii            | Niebieska | KG Armia „Poznań”            |
| 133        | ?                                       | 8 Dywizjon Żandarmerii            | Niebieska | ?                            |
| 134        | kpt. żand. Rudolf Petz                  | Pluton Żandarmerii „Grudziądz”    | Niebieska | KG Armia „Pomorze”           |
| 135        | ?                                       | Pluton Żandarmerii „Grudziądz”    | Niebieska | ?                            |
| 136        | ppor. żand. Wójcik                      | 9 Dywizjon Żandarmerii            | I rzut    | ?                            |
| 137        | por. żand. Michał Wolnik                | 9 Dywizjon Żandarmerii            | I rzut    | KG Armia „Modlin”            |
| 138        | ?                                       | Pluton Żandarmerii „Baranowicze”  | Żółta     | KG GO „Piotrków”             |
| 139        | ppor. żand. Leopold Serbałowicz         | Pluton Żandarmerii „Pińsk”        | Czerwona  | Etapy Armia „Modlin”         |
| 140        | ?                                       | Pluton Żandarmerii „Pińsk”        | I rzut    | ?                            |
| 141        | por. żand. Stanisław Jazienicki         | 10 Dywizjon Żandarmerii           | I rzut    | KG Armia „Karpaty”           |
| 142        | ppor. rez. rez. Longin Kaczor           | 10 Dywizjon Żandarmerii           | I rzut    | KG GO „Jasło”                |

| Nr lub nazwa plutonu                         | Dowódca                                                                             | Jednostka formująca    | Przydział takt. lub operac. |
| -------------------------------------------- | ----------------------------------------------------------------------------------- | ---------------------- | --------------------------- |
| Pluton Żandarmerii Dowództwa Obrony Warszawy | kpt. w st. spocz. żand. Stanisław Piwnicki                                          | Szef Żandarmerii OK I  | Dowództwo Obrony Warszawy   |
| Pluton Zapasowy Żandarmerii                  | kpt. w st. spocz. żand. Stanisław Piwnicki por. rez. żand. Marian Antoni Usakiewicz | Szef Żandarmerii OK I  | Dowództwo Obrony Warszawy   |
| 91                                           | ppor. Maksymilian Muszyński                                                         | 9 Dywizjon Żandarmerii | 60 DP                       |
| 92                                           | kpt. żand. Grzegorz Czeski                                                          | 9 Dywizjon Żandarmerii | 50 DP                       |
| 93                                           | kpt. żand. Włodzimierz Jan Nawrocki                                                 | 9 Dywizjon Żandarmerii | szef int. SGO „Polesie”     |
| 94                                           | kpt. żand. Stanisław Miechurski                                                     | 9 Dywizjon Żandarmerii | KG SGO „Polesie”            |
| 95                                           | por. żand. Marcin Gutka                                                             | 9 Dywizjon Żandarmerii | dowódca żand. SGO „Polesie” |